# Fairytale of New York
"Fairytale of New York" er en sang af og med den keltiske punkgruppe The Pogues. Den blev udgivet i 1987 og havde medvirken af den engelske sanger Kirsty MacColl. Sangen er en ballade i irsk folkemusikstil, skrevet af Jem Finer og Shane MacGowan fra gruppen. Sangen findes på albummet If I Should Fall from Grace with God.
Sangen omhandler en irsk immigrant på juleaften, der sover en rus ud i detentionen. Da en gammel mand i cellen synger noget af den irske ballade "The Rare Old Mountain Dew", begynder fortælleren (MacGowan) at drømme om sin gamle flamme. Resten af sangen er opbygget som call and response imellem parret, der fortæller om deres drømme og hvordan alkohol og stoffer ødelagde det.
I flere afstemninger og undersøgelser figurerer sangen blandt de mest elskede og/eller spillede julesange.
Sangen indtjener årligt knap 4 mio. kr. i royalties.

## Hitlister
| Hitliste (1987)                                  | Højeste placering |
| ------------------------------------------------ | ----------------- |
| Irland (IRMA)                                    | 1                 |
| Storbritannien Singles (Official Charts Company) | 2                 |
| Hitliste (1988)                                  | Højeste placering |
| New Zealand (RIANZ)                              | 5                 |
| Hitliste (1991)                                  | Højeste placering |
| Irland (IRMA)                                    | 10                |
| Storbritannien Singles (Official Charts Company) | 36                |
| Hitliste (2005)                                  | Højeste placering |
| Irland (IRMA)                                    | 3                 |
| Storbritannien Singles (Official Charts Company) | 3                 |
| Hitliste (2006)                                  | Højeste placering |
| Norge (VG-lista)                                 | 18                |
| Storbritannien Singles (Official Charts Company) | 6                 |
| Hitliste (2007)                                  | Højeste placering |
| Irland (IRMA)                                    | 3                 |
| Norge (VG-lista)                                 | 9                 |
| Sverige (Sverigetopplistan)                      | 24                |
| Storbritannien Singles (Official Charts Company) | 4                 |
| Hitliste (2008)                                  | Højeste placering |
| Irland (IRMA)                                    | 8                 |
| Norge (VG-lista)                                 | 15                |
| Sverige (Sverigetopplistan)                      | 38                |
| Storbritannien Singles (Official Charts Company) | 12                |
| Hitliste (2009)                                  | Højeste placering |
| Irland (IRMA)                                    | 13                |
| Norge (VG-lista)                                 | 12                |
| Storbritannien Singles (Official Charts Company) | 12                |
| Hitliste (2010)                                  | Højeste placering |
| Irland (IRMA)                                    | 11                |
| Norge (VG-lista)                                 | 15                |
| Sverige (Sverigetopplistan)                      | 16                |
| Storbritannien Singles (Official Charts Company) | 17                |
| Hitliste (2011)                                  | Højeste placering |
| Irland (IRMA)                                    | 7                 |
| New Zealand (RIANZ)                              | 34                |
| Norge (VG-lista)                                 | 17                |
| Sverige (Sverigetopplistan)                      | 28                |
| Storbritannien Singles (Official Charts Company) | 13                |

| Hitliste (2012)                                  | Højeste placering |
| ------------------------------------------------ | ----------------- |
| Irland (IRMA)                                    | 9                 |
| New Zealand (RIANZ)                              | 37                |
| Norge (VG-lista)                                 | 13                |
| Sverige (Sverigetopplistan)                      | 22                |
| Storbritannien Singles (Official Charts Company) | 12                |
| Hitliste (2013)                                  | Højeste placering |
| Irland (IRMA)                                    | 8                 |
| New Zealand (RIANZ)                              | 27                |
| Slovenia (SloTop50)                              | 45                |
| Sverige (Sverigetopplistan)                      | 20                |
| Storbritannien Singles (Official Charts Company) | 14                |
| Hitliste (2014)                                  | Højeste placering |
| Irland (IRMA)                                    | 10                |
| New Zealand (RIANZ)                              | 31                |
| Sverige (Sverigetopplistan)                      | 25                |
| Storbritannien Singles (Official Charts Company) | 11                |
| Hitliste (2015)                                  | Højeste placering |
| Irland (IRMA)                                    | 6                 |
| Sverige (Sverigetopplistan)                      | 26                |
| Storbritannien Singles (Official Charts Company) | 13                |
| Hitliste (2016)                                  | Højeste placering |
| Irland (IRMA)                                    | 6                 |
| Sverige (Sverigetopplistan)                      | 16                |
| Storbritannien Singles (Official Charts Company) | 15                |
| Hitliste (2017)                                  | Højeste placering |
| Irland (IRMA)                                    | 2                 |
| New Zealand (RIANZ)                              | 22                |
| Sverige (Sverigetopplistan)                      | 14                |
| Storbritannien Singles (Official Charts Company) | 5                 |
| Hitliste (2018)                                  | Højeste placering |
| Ireland (IRMA)                                   | 3                 |
| Holland (Single Top 100)                         | 80                |
| New Zealand (RIANZ)                              | 15                |
| Norway (VG-lista)                                | 8                 |
| Sverige (Sverigetopplistan)                      | 15                |
| Schweiz (Schweizer Hitparade)                    | 92                |
| Storbritannien Singles (Official Charts Company) | 4                 |

| Hitlister (1987) | Placering |
| ---------------- | --------- |
| UK Singles       | 48        |
| Htiliste (2005)  | Placering |
| UK Singles       | 73        |
| Hitlister (2006) | Placering |
| UK Singles       | 126       |
| Hitlister (2007) | Placering |
| UK Singles       | 89        |
| Hitlister (2008) | Placering |
| UK Singles       | 106       |
| Hitlister (2009) | Placering |
| UK Singles       | 191       |
| Hitlister (2010) | Placering |
| UK Singles       | 196       |
| Hitlister (2011) | Placering |
| UK Singles       | 179       |
| Hitlister (2012) | Placering |
| UK Singles       | 178       |